# Vimieiro (Santa Comba Dão)
Vimieiro is een dorp in de Portugese gemeente Santa Comba Dão. Sinds de administratieve reorganisatie van Portugese deelgemeentes (freguesias) in 2012/2013 is Vimieiro onderdeel van de deelgemeente van 'Óvoa en Vimieiro'. 
In augustus 2019 is, na jaren discussie, een begin gemaakt met het realiseren van een studiecentrum in Vimieiro over de Estado Novo.  Dit was het tijdperk waarin António de Oliveira Salazar (geboren én begraven in Vimieiro) heerste in Portugal. Het centrum gaat de officiële naam krijgen van Centro Interpretativo do Estado Novo, "Het Analyse Centrum van de Estado Novo". 
De functie van het centrum is, volgens burgemeester Leonel Gouveia, het bestuderen van de geschiedenis van de Eerste Republiek en de Estado Novo, ter verdieping van de democratie en voor de bestudering van de rol van de regio (Centrum Portugal) in de politieke geschiedenis van de twintigste eeuw.

Tegenstanders noemen het initiatief een poging om een 'Salazar museum' op te richten, dat als bedevaartsoord kan gaan functioneren voor diegenen die terugverlangen naar Salazar, de Estado Novo en al haar vermeende voordelen boven de huidige staat. Ook de socialistische meerderheid in het Portugese parlement heeft in september 2019 hun afkeuring uitgesproken over het idee. Het parlement was van mening dat het initiatief "een belediging zou zijn voor de slachtoffers van de dictatuur". 
Het centrum zal functioneren in de vroegere lagere school van Vimieiro, de Escola Cantina Salazar, op een steenworp van het geboortehuis van Salazar. Het gebouw, dat in 1940 geopend werd als school, was lang in onbruik. De tuin rondom het gebouw werd in 2019 gebruikt voor de opvang van verwaarloosde honden. 
Intussen is de verbouwing van de oude school begonnen (november 2019).

## Geboren in Vimieiro
- António de Oliveira Salazar (1889-1970), politicus, van 1932 en 1968 de autocratische minister-president van Portugal

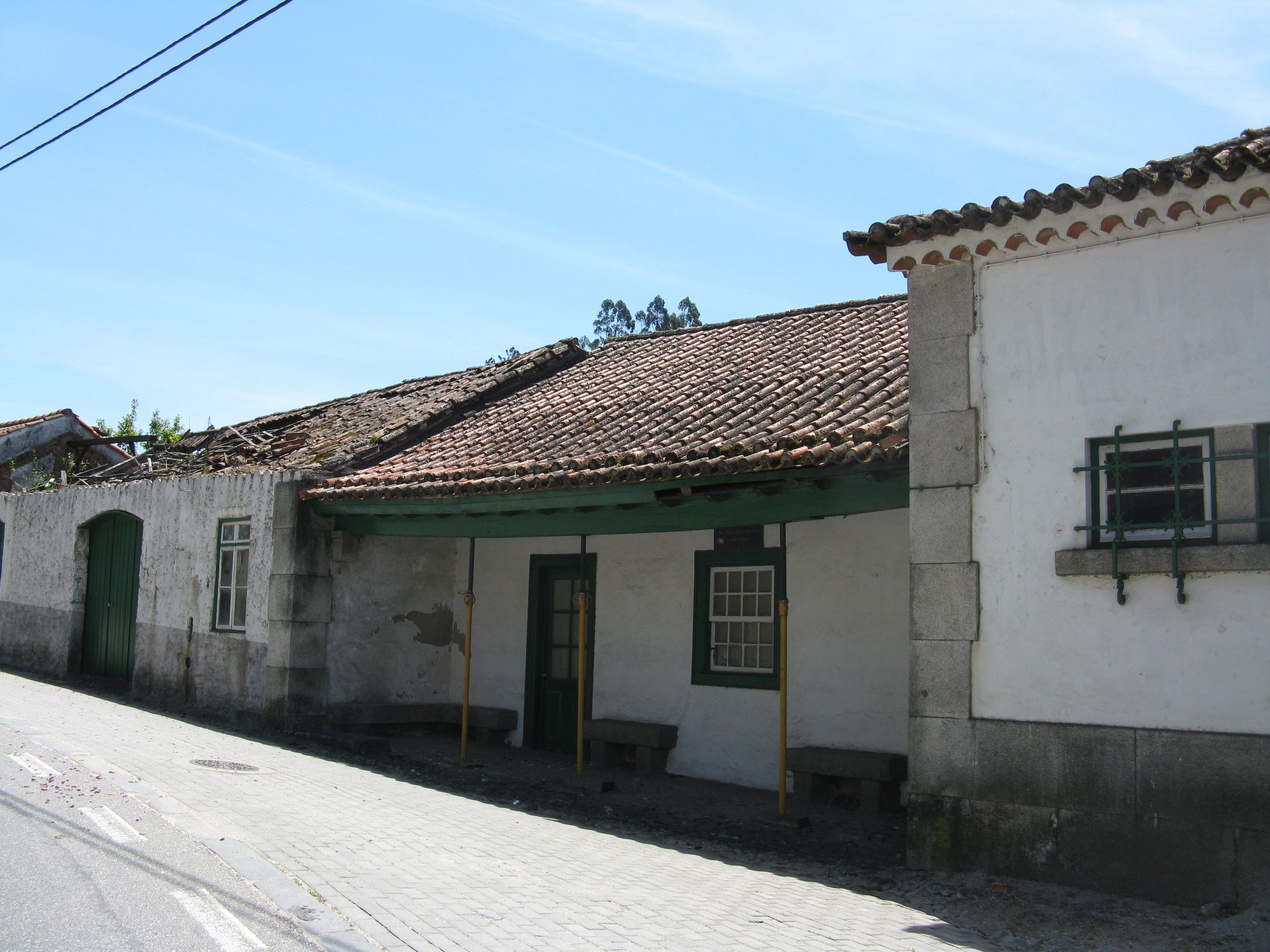
Geboortehuis van Salazar
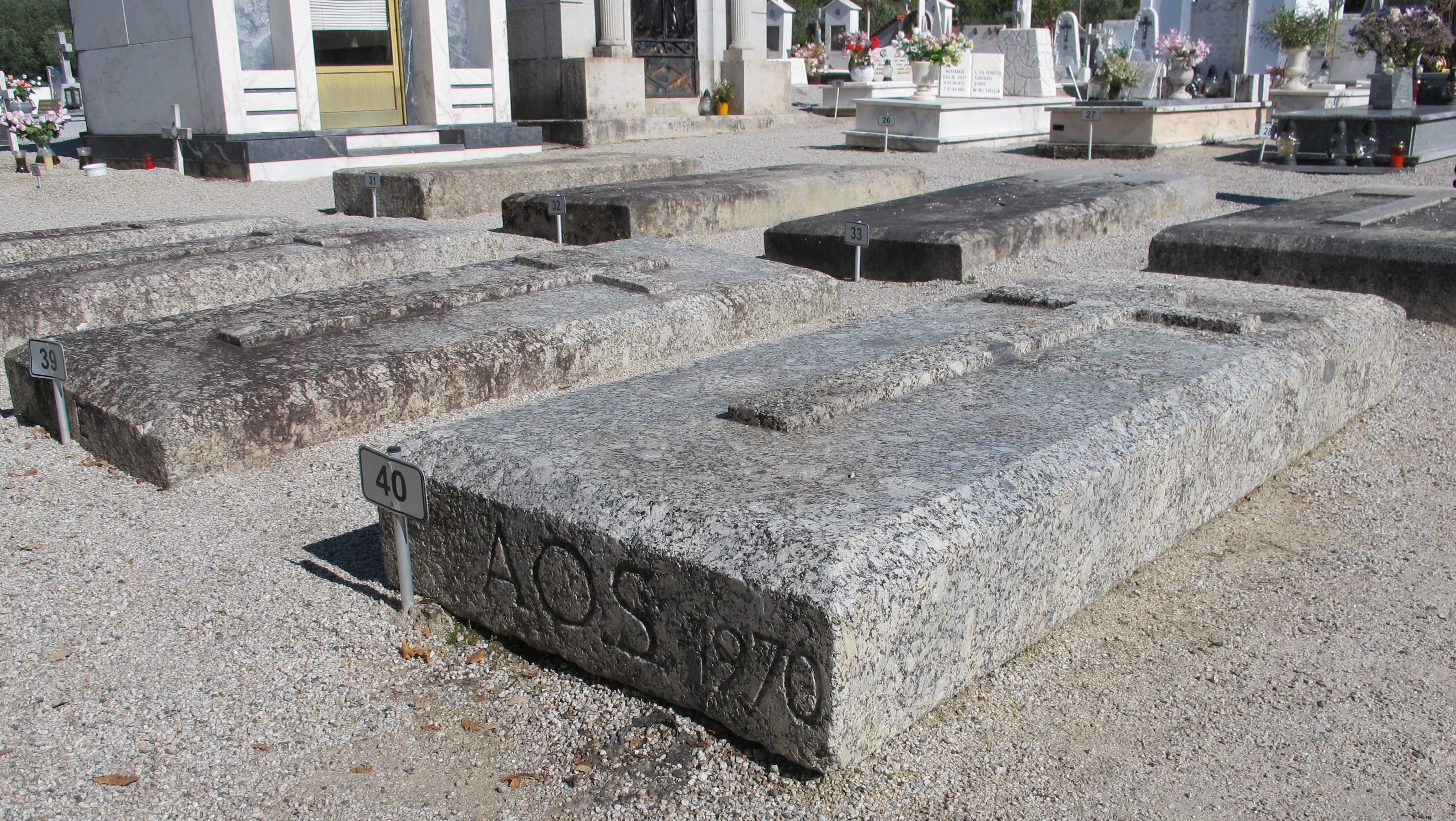
Grafsteen van Salazar op de begraafplaats van Vimieiro
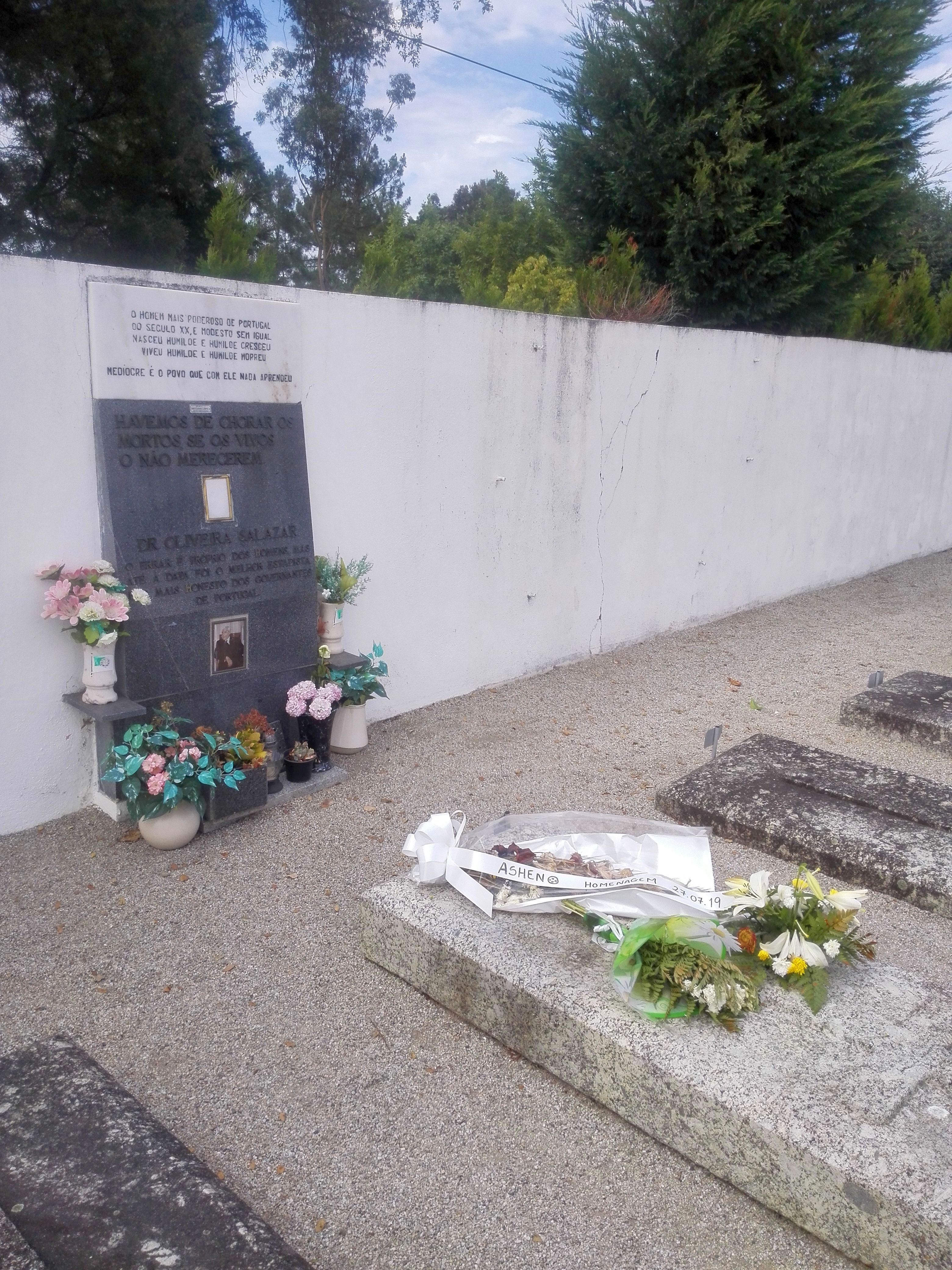
Graf Salazar met eulogieën aan de muur, juli 2019
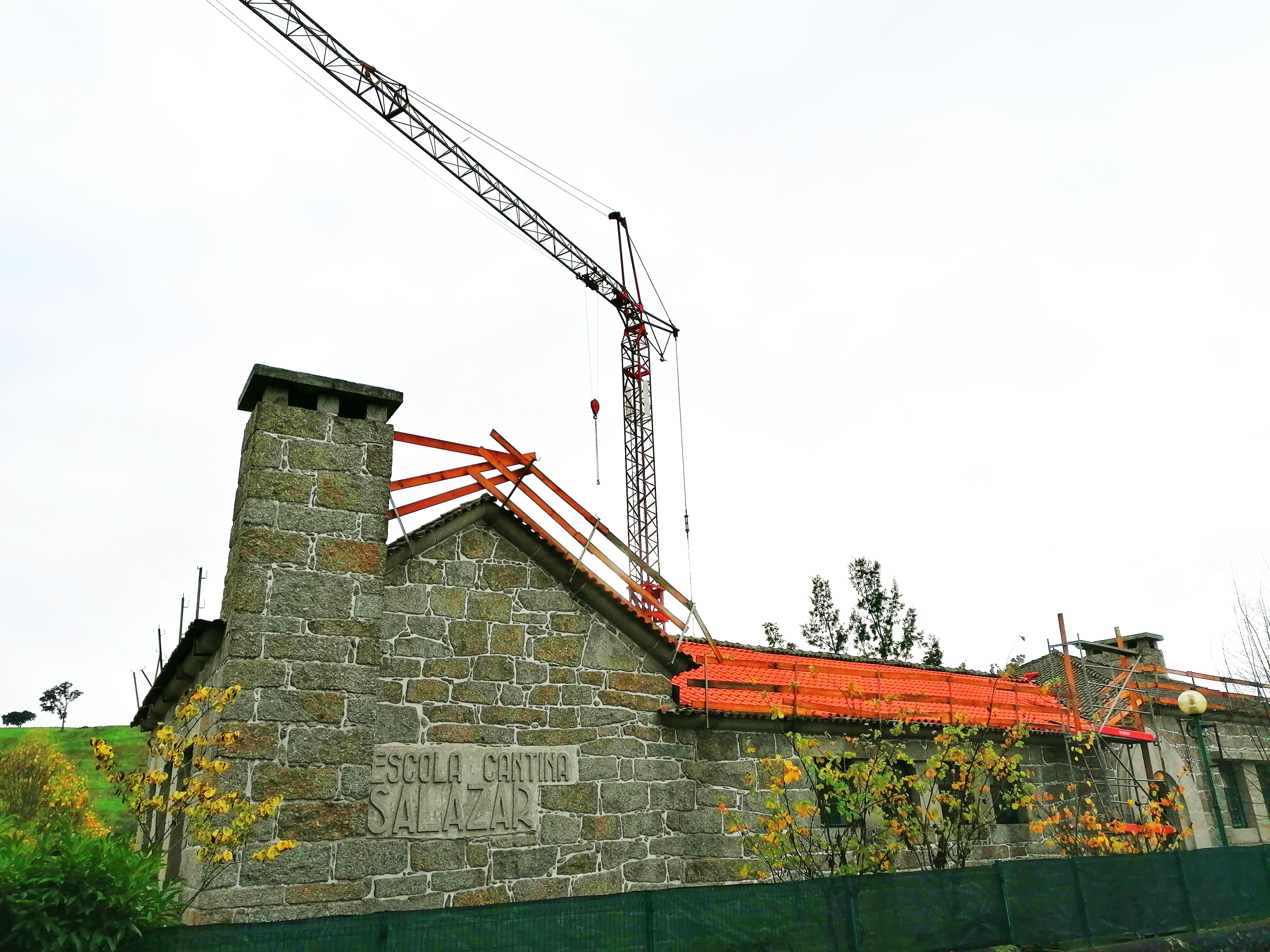
Toekomstig Studiecentrum ‘’Estado Novo’’, Vimieiro